# Владимир Киров
Владимир Киров е български художник живописец.

## Биография и творчество
Владимир Киров е роден на 5 ноември 1955 г. в Ловеч. През 1974 г. завършва Художествената гимназия в гр. Казанлък. Продължава следването си във ВТУ „Св. св. Кирил и Методий“ във Велико Търново, където се дипломира през 1981 г. със специалност „живопис“. В периода 1987 – 1988 г. специализира живопис в Санкт Петербург.
След завръщането си в България до 2016 г. има над 10 самостоятелни изложби в престижни български галерии, както и участия в повече от 47 национални изложби, конкурси и есенни салони. Изявява се в областта на живописта и миниатюрата. Носител е на Голямата награда на Международното Биенале за миниатюрни изкуства–Русе-2011. Участва в много международни експозиции, биеналета и конкурси в Швейцария, Испания, Франция, Полша, Великобритания, САЩ и Канада, където също е носител на множество призове. Получава една от десетте първи награди от Международния конкурс за оригинална живопис Daler-Rowney в Англия през 2002 г., двукратен носител е на почетна грамота на Международната изложба на миниатюрни изкуства, Торонто, Канада (1990 и 1991 г.), Купата на град Мужен от Международния конкурс за визуални изкуства в град Ница 1992 г.
Живее и работи в гр. Троян. Синът му Мартин Киров е художник приложник.